# Camden Market

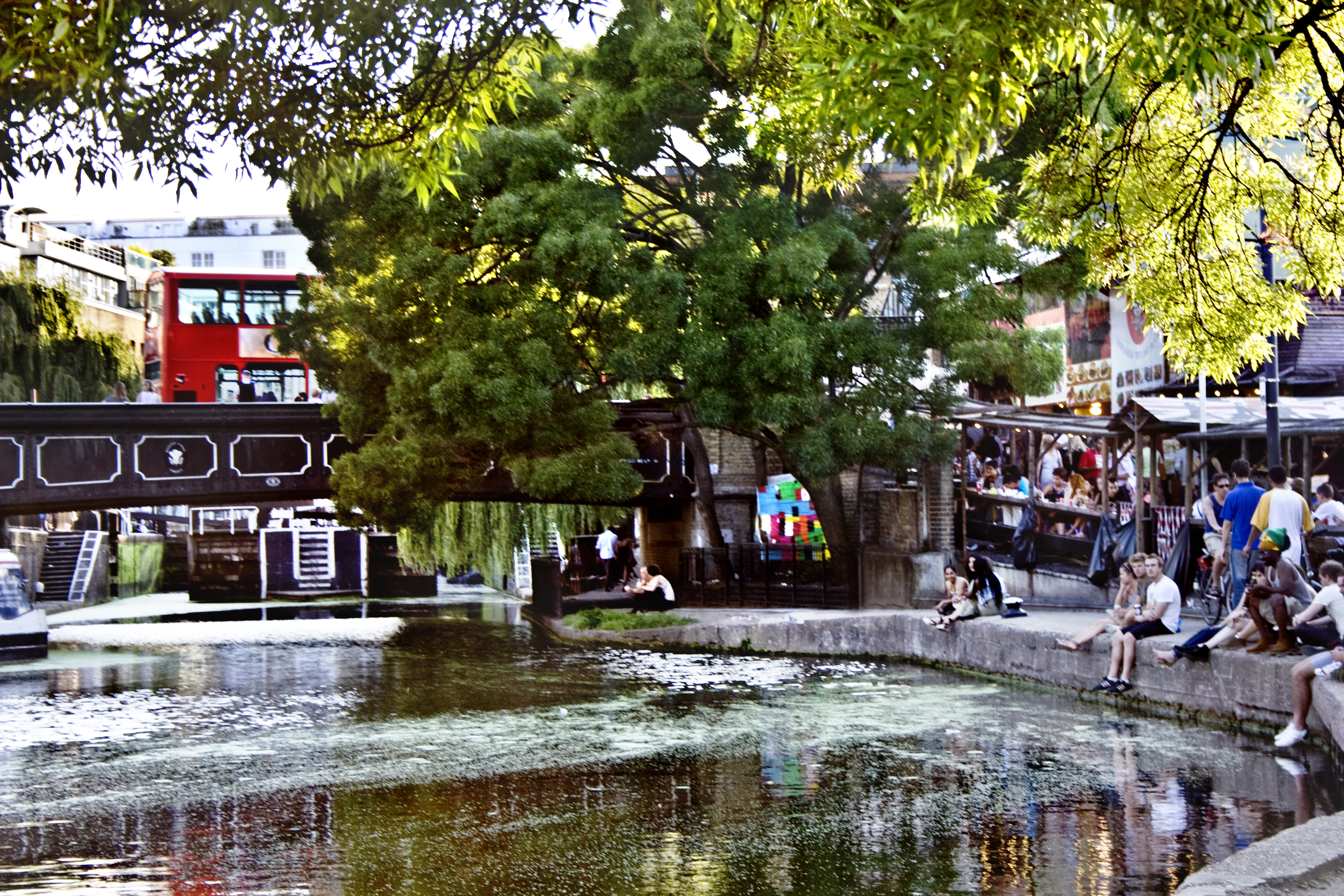
Camden Market

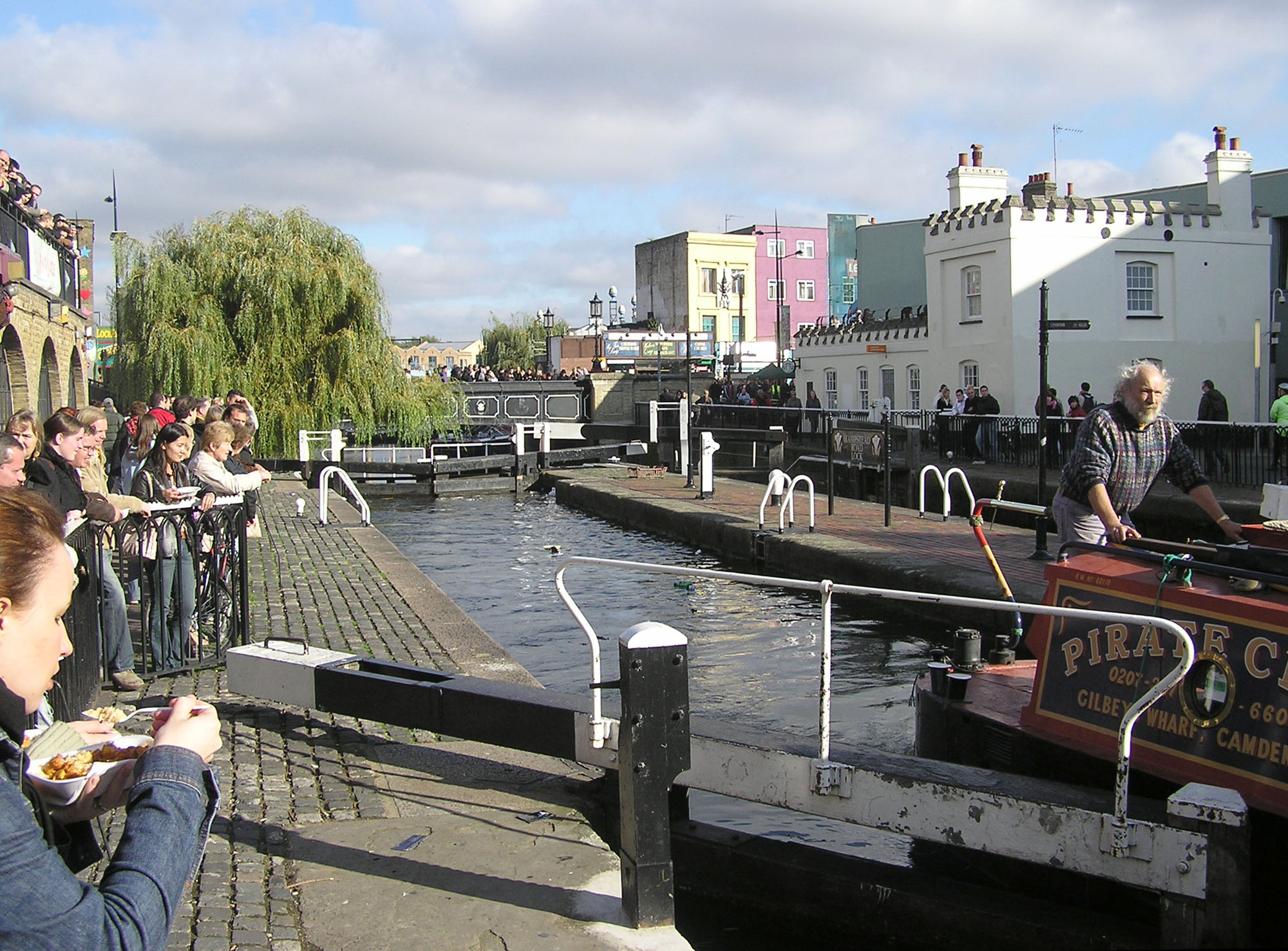
Camden Lock Market

Camden Market is een gedeeltelijk overdekte markt in Londen waar men allerhande zaken kan vinden: alternatieve kledij, piercingshops, juwelen, schoenen, tweedehandsspullen, antiek, prullaria, enzovoorts. De markt is dagelijks open en is gelegen in het centrum van Londen nabij de metrohalte Camden Town.
De markt in zijn huidige vorm ontstond in 1974, hoewel de traditionele straatmarkt in Inverness Street al eerder bestond. Hij bestaat nu uit zes aangrenzende markten:
- Camden Lock Market - de oorspronkelijke op kunst en handvaardigheid gerichte markt, grotendeels overdekt
- Stables Market - de grootste markt, met voornamelijk kleding en meubilair
- Camden Canal Market - openluchtmarkt voor vooral kleding
- Buck Street Market - idem
- Electric Ballroom - een overdekte markt, die is geopend op zaterdag en zondag
- Inverness Street